# Unidad Especial de Intervención (Коста-Рика)
"Отряд специального назначения" (исп. Unidad Especial de Intervención, UEI) — это подразделение специального назначения в составе гражданской гвардии Коста-Рики.
В отличие от всех остальных вооружённых формирований страны, отряд не находится в ведении министерства общественной безопасности Коста-Рики, он подчиняется непосредственно президенту страны.

## История
В начале 1980-х годов обстановка на территории Коста-Рики осложнилась в связи с деятельностью никарагуанских "контрас".
В декабре 1980 года боевики "контрас" обстреляли левую радиостанцию в Сан-Хосе, после чего власти Коста-Рики арестовали восемь участников нападения на радиостанцию. 28 октября 1981 года вооружённая огнестрельным оружием группа из пяти "контрас" захватила авиалайнер коста-риканской авиакомпании "SANSA" и потребовала выпустить на свободу восемь ранее арестованных участников нападения на радиостанцию в Сан-Хосе. После того, как самолёт блокировала коста-риканская полиция, они сообщили, что будут расстреливать заложников, если их условия не будут выполнены. В результате, власти страны были вынуждены выполнить их требования - после того, как 7 заключённых обменяли на заложников, 30 октября 1981 они улетели в Сальвадор, где заставили пилотов приземлиться на посадочной полосе в районе города Сан-Мигель и покинули самолёт.
Создание подразделения специального назначения UEI численностью в 65 человек началось в 1982 году по распоряжению президента М. Альвареса.
В дальнейшем, в мае 1985 года на основе этого подразделения началось создание "сил быстрого реагирования" численностью 750 человек, которое проходило под руководством 22 военных советников США.
По программе военной помощи из США подразделение получило современное автоматическое оружие (пистолеты-пулемёты MP.5, автоматы M16A1, подствольные гранатомёты M203 и пулемёты M60) и снаряжение (в частности, портативные радиостанции). Некоторое количество оружия и снаряжения было позднее получено или закуплено в других странах мира.
Кроме того, в 1980е-1990е годы на вооружение отряда поступило некоторое количество стрелкового оружия, изъятого у перешедших на территорию Коста-Рики никарагуанских «контрас» (в частности, автоматы АКМ и снайперские винтовки СВД).
В 1986 году в составе отряда была создана группа разминирования.
В 1987 году в составе отряда была создана группа снайперов.
10 марта 2005 года в ходе операции по освобождению заложника погиб сотрудник отряда Óscar Gerardo Quesada Fallas.

## Современное состояние
Местом постоянной дислокации отряда является столица - город Сан-Хосе, но личный состав привлекают к участию в операциях на всей территории страны.
В 2000 году на вооружении отряда находились пистолеты, пистолеты-пулемёты MP-5 и UZI, автоматы М-16А1, Galil и T-65, а также снайперские винтовки, гранатомёты и пулемёты.
В августе 2015 года основным оружием отряда являлись пистолеты "Browning", пистолеты-пулемёты UZI и 5,56-мм автоматы типа М-4.